# Hội nhập theo chiều dọc
Trong kinh tế vi mô và quản lý, tích hợp theo chiều dọc là một sự sắp xếp trong đó chuỗi cung ứng của một công ty thuộc sở hữu của công ty đó. Thông thường mỗi thành viên của chuỗi cung ứng sản xuất một sản phẩm khác nhau hoặc dịch vụ (theo thị trường cụ thể) và các sản phẩm kết hợp để đáp ứng nhu cầu chung. Nó tương phản với hội nhập theo chiều ngang, trong đó một công ty sản xuất một số mặt hàng có liên quan với nhau. Việc tích hợp theo chiều dọc cũng đã mô tả các phong cách quản lý mang lại các phần lớn của chuỗi cung ứng không chỉ dưới quyền sở hữu chung mà còn thành một công ty (như vào những năm 1920 khi Hiệp hội Ford River Rouge bắt đầu sản xuất nhiều thép của riêng mình hơn là mua nó từ các nhà cung cấp).
Tích hợp theo chiều dọc và mở rộng là mong muốn bởi vì nó đóng chặt các nguồn cung cấp cần thiết của công ty để sản xuất sản phẩm của mình và thị trường cần thiết để bán sản phẩm. Việc tích hợp và mở rộng theo chiều dọc có thể trở nên không mong muốn khi các hành động của nó trở nên chống cạnh tranh và cản trở cạnh tranh tự do trong một thị trường mở. Tích hợp theo chiều dọc là một phương pháp tránh sự cố giữ. Một độc quyền được sản xuất thông qua tích hợp theo chiều dọc được gọi là "độc quyền theo chiều dọc".